# Подлог
Подло́г — процесс создания, подгонки или имитации объектов, статистики или документов с намерением ввести в заблуждение. 
Копии и репродукции не считаются подлогом, хотя они могут позже стать им при искажениях. Фальшивомонетничество чаще называют подделкой.

## История
Римское право выработало широкое понятие о подлоге: в lex Cornelia de falsis были отнесены в одну группу подделка завещаний, печатей, документов, мер, весов, монет, лжесвидетельство, подкуп судей; императорские указы и сенатские постановления ещё более расширили этот круг, включив сюда так называемые quasi falsa, так что понятие falsum сделалось, по словам Листа, юридически ни на что не пригодным собирательным понятием, объемлющим все возможные случаи сокрытия истины, причиняющего вред отдельному лицу или обществу. Средневековая юриспруденция пошла ещё дальше в этом направлении.
В английском уголовном праве подлог определён в Акте 1981 года (Forgery and Counterfeiting Act 1981) как «создание ложного средства, с целью … побудить кого-то принять его за подлинное, и по этой причине склонить его совершить деяние или недеяние в ущерб себе или же третьему лицу». Максимальное наказание за совершение акта подлога составляет десять лет лишения свободы.
В России за подлог казнили со времён Ивана Грозного. За подделку или переделку правительственных и частных документов, а также заведомое употребление подделанного или переделанного, применяли наказание — в зависимости от важности подделанного документа — от ареста до каторги. Казнь за фальшивомонетничество формально отменили только в 1994 году.
Во время Крестьянской войны 1773—1775 годов в России среди крестьян появилось множество поддельных документов («подмётные» письма, «подложные» указы и пр.), среди которых выделяется указ, подписанный Емельяном Пугачёвым от имени императора Петра III, в котором он фактически объявил крепостных крестьян вольными.
В советском праве подлог определялся как составление ложных документов или подделка подлинных; различался должностной подлог и подлог, совершённый частным лицом. В статье 292 УК России служебный подлог определён как «внесение должностным лицом, а также государственным служащим или служащим органа местного самоуправления, не являющимся должностным лицом, в официальные документы заведомо ложных сведений, а равно внесение в указанные документы исправлений, искажающих их действительное содержание, если эти деяния совершены из корыстной или иной личной заинтересованности».